# Дечја вас при Заградцу
Дечја вас при Заградцу (словен. Dečja vas pri Zagradcu) је насељено место у општини Иванчна Горица, Средњесловенска регија, Словенија.

## Историја
До територијалне реорганизације у Словенији била је у саставу старе општине Гросупље.

## Становништво
У попису становништва из 2011. године, Дечја вас при Заградцу је имала 66 становника.
| Број становника према пописима | Број становника према пописима | Број становника према пописима |
| ------------------------------ | ------------------------------ | ------------------------------ |
| 1991                           | 2002                           | 2011                           |
| 64                             | 93                             | 66                             |

Напомена: До 1953. исказивано под именом Дечја вас.